# PEN International
PEN International (frem til 2010 kendt som International PEN) er en verdensomspændende forening af forfattere, etableret i London i 1921 for at fremme venskab og intellektuelt samarbejde blandt forfattere. Der findes mere end 100 nationale PEN-centre verden over, der samler mere end 18.000 skribenter. Organisationens hovedkontor ligger i London.
PEN var oprindelig et akronym for Poets, Essayists and Novelists, men foreningen rummer i dag skribenter inden for alle former for litteratur, f.eks. også  journalister og historikere.